# Robert Borden

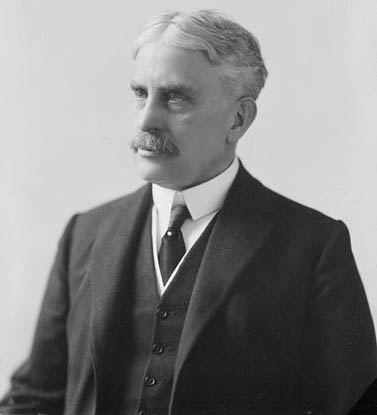
Robert Borden

Sir Robert Laird Borden (* 26. Juni 1854 in Grand-Pré in Nova Scotia; † 10. Juni 1937 in Ottawa), GCMG PC KC, war ein kanadischer Rechtsanwalt, Politiker und zwischen 1911 und 1920 der achte Premierminister Kanadas. Borden gehörte der Konservativen Partei Kanadas an, deren Vorsitzender er von 1901 bis 1920 war.
Robert Borden war von 1896 bis 1921 Abgeordneter des kanadischen Unterhauses und vertrat dort von 1896 bis 1904 sowie von 1908 bis 1917 den Wahlkreis Halifax, einen der vier Wahlkreise auf Bundesebene die seit 1867 bis heute bestehen.
Borden unterstützte Großbritannien im Ersten Weltkrieg durch massive Truppenentsendungen nach Europa an die Westfront. Nach Kriegsende spielte er eine entscheidende Rolle bei der Umwandlung des kolonialen British Empire in eine Partnerschaft gleichberechtigter Staaten, den Commonwealth of Nations. Durch geschickte Verhandlungen erreichte Borden, dass Kanada an der Pariser Friedenskonferenz von 1919 teilnehmen konnte und eigenständiges Mitglied im neugegründeten Völkerbund wurde. 
Borden war Kronanwalt (KC) und Mitglied im kanadischen Kronrat (PC). 1915 wurde er zum Ritter des Order of St Michael and St George (GCMG) geschlagen.
Am 19. Mai 1938 ehrte die kanadische Regierung, vertreten durch den für das Historic Sites and Monuments Board of Canada zuständigen Minister, Borden und erklärte ihn zu einer „Person von nationaler historischer Bedeutung“.